# 短尾百灵
短尾百灵（学名：Pseudalaemon fremantlii），是百灵科短尾百灵属的一种，是游猎迁徙的候鸟，分布于索马里、肯尼亚、坦桑尼亚和埃塞俄比亚。全球活动范围约为515,000平方千米。该物种的保护状况被评为无危。
短尾百灵的平均体重约为23.4克。栖息地包括干燥的稀树草原、亚热带或热带的（低地）干燥疏灌丛和亚热带或热带的（低地）干草原。